# Danilo Veiga
Danilo Filipe Melo Veiga (Gondomar, 25 settembre 2002) è un calciatore portoghese, difensore del Lecce.

## Carriera
Cresciuto nel settore giovanile di Salgueiros, Porto, Padroense e Paços Ferreira, nel 2021 viene acquistato dal Felgueiras 1932, formazione militante nella terza divisione portoghese, con cui totalizza 27 presenze tra campionato e coppa.
Il 24 maggio 2022 compie un doppio salto di categoria, venendo ingaggiato dal Gil Vicente. Il 3 agosto segiemte esordisce con la squadra, disputando l'incontro pareggiato per 1-1 contro il Riga FC, valido per i turni preliminari di Conference League. Tre giorni dopo debutta in Primeira Liga, prendendo parte all'incontro vinto per 1-0 contro il Paços Ferreira.
Il 20 gennaio 2023 si trasferisce al Rijeka, club croato con cui disputa una stagione e mezza prima di fare ritorno in patria, nell'estate del 2024 all'Estrela Amadora.
Il 28 gennaio 2025, viene ingaggiato a titolo definitivo dal Lecce, in Serie A, per circa due milioni di euro, firmando un contratto valido fino al 30 giugno 2027, con opzione per due ulteriori stagioni. Esordisce con i salentini ed in serie A il 16 febbraio, nella partita pareggiata per 0-0 in casa del Monza, subentrando al 76' a Frédéric Guilbert.

## Statistiche

### Presenze e reti nei club
Statistiche aggiornate al 27 aprile 2025.
| Stagione            | Squadra         | Campionato      | Campionato | Campionato | Coppe nazionali | Coppe nazionali | Coppe nazionali | Coppe continentali | Coppe continentali | Coppe continentali | Altre coppe | Altre coppe | Altre coppe | Totale | Totale |
| Stagione            | Squadra         | Comp            | Pres       | Reti       | Comp            | Pres            | Reti            | Comp               | Pres               | Reti               | Comp        | Pres        | Reti        | Pres   | Reti   |
| ------------------- | --------------- | --------------- | ---------- | ---------- | --------------- | --------------- | --------------- | ------------------ | ------------------ | ------------------ | ----------- | ----------- | ----------- | ------ | ------ |
| 2021-2022           | Felgueiras 1932 | L3              | 25         | 0          | CP              | 2               | 0               |                    | -                  | -                  |             | -           | -           | 27     | 0      |
| set. 2022-gen. 2023 | Gil Vicente     | PL              | 9          | 0          | CP+CdL          | 1+1             | 0               | UECL               | 3                  | 0                  |             | -           | -           | 14     | 0      |
| gen.-giu. 2023      | Rijeka          | 1.HNL           | 17         | 0          | CC              | -               | -               | UECL               | -                  | -                  | -           | -           | -           | 17     | 0      |
| 2023-2024           | Rijeka          | 1.HNL           | 11         | 0          | CC              | 4               | 1               | UECL               | 4                  | 0                  | -           | -           | -           | 19     | 0      |
| Totale Rijeka       | Totale Rijeka   | Totale Rijeka   | 28         | 0          |                 | 4               | 1               |                    | 4                  | 0                  |             | -           | -           | 36     | 1      |
| 2024-gen. 2025      | Estrela Amadora | PL              | 15         | 0          | CP+CdL          | 1               | 0               | -                  | -                  | -                  |             | -           | -           | 16     | 0      |
| gen.-giu. 2025      | Lecce           | A               | 9          | 0          | CI              | -               | -               | -                  | -                  | -                  | -           | -           | -           | 9      | 0      |
| Totale carriera     | Totale carriera | Totale carriera | 84         | 0          |                 | 9               | 1               |                    | 7                  | 0                  |             | -           | -           | 100    | 1      |

### Cronologia presenze e reti in nazionale
| Cronologia completa delle presenze e delle reti in nazionale ― Portogallo under 21 | Cronologia completa delle presenze e delle reti in nazionale ― Portogallo under 21 | Cronologia completa delle presenze e delle reti in nazionale ― Portogallo under 21 | Cronologia completa delle presenze e delle reti in nazionale ― Portogallo under 21 | Cronologia completa delle presenze e delle reti in nazionale ― Portogallo under 21 | Cronologia completa delle presenze e delle reti in nazionale ― Portogallo under 21 | Cronologia completa delle presenze e delle reti in nazionale ― Portogallo under 21 | Cronologia completa delle presenze e delle reti in nazionale ― Portogallo under 21 |
| Data                                                                               | Città                                                                              | In casa                                                                            | Risultato                                                                          | Ospiti                                                                             | Competizione                                                                       | Reti                                                                               | Note                                                                               |
| ---------------------------------------------------------------------------------- | ---------------------------------------------------------------------------------- | ---------------------------------------------------------------------------------- | ---------------------------------------------------------------------------------- | ---------------------------------------------------------------------------------- | ---------------------------------------------------------------------------------- | ---------------------------------------------------------------------------------- | ---------------------------------------------------------------------------------- |
| 15-11-2024                                                                         | Alverca do Ribatejo                                                                | Portogallo under 21                                                                | 3 – 3                                                                              | Ucraina under 21                                                                   | Amichevole                                                                         | -                                                                                  | 46’                                                                                |
| 18-11-2024                                                                         | Trenčín                                                                            | Slovacchia under 21                                                                | 1 – 3                                                                              | Portogallo under 21                                                                | Amichevole                                                                         | -                                                                                  |                                                                                    |
| Totale                                                                             |                                                                                    | Presenze                                                                           | 2                                                                                  |                                                                                    | Reti                                                                               | 0                                                                                  |                                                                                    |